# Georges Valbon
Georges Valbon, né le 8 août 1924 à Lunery (Cher) et mort le 18 juillet 2009 à Genève (Suisse), est un homme politique français. Membre du Parti communiste français, il a été président du conseil général de la Seine-Saint-Denis et maire de Bobigny.

## Biographie

### Fils d'un communiste italien
Georges Valbon est le fils de Pie-Julien Valbon, un Italien du Val d'Aoste qui a fui l'Italie fasciste de Mussolini en 1922. Son père connaissait bien la France, puisque, avec ses frères, il passait la frontière l'hiver pour y exercer le métier de ramoneur, avant de rentrer au pays l'été pour s'occuper du bétail de la ferme familiale. Militant socialiste, il contribue à fonder avec d'autres jeunes, le Parti communiste italien. En 1922, à l'âge de 26 ans, il quitte donc son pays pour s’installer à Bagnolet où il travaille comme plombier couvreur et rencontre Cécile, une couturière, qu'il épouse un an plus tard.
Le petit Georges grandit dans le quartier ouvrier de la Dhuys à Bagnolet où, avec son frère, il se fait traiter de « rital ». Il obtient son certificat d’études primaires avec mention très bien et passe avec succès le concours de l'école Chaix où il suit pendant quatre ans une formation de typographe. Réfractaire au STO, il devient clandestin et entre en 1943 à la Jeunesse communiste et au PCF pour résister à l'occupant nazi. En juillet 1944, lieutenant FTP il commande un groupe armé à Bagnolet, participe à la libération de la mairie des Lilas, puis de Montreuil, des forts de Rosny et de Romainville.
Après-guerre, il devient ouvrier typographe, mais son franc-parler entraîne son exclusion du syndicat CGT des travailleurs du Livre.

### Maire de Bobigny
Secrétaire local de l'UJRF, George Valbon est élu au conseil municipal de Bagnolet en 1947 où il est adjoint au maire Paul Coudert. Nommé secrétaire de la section du Parti communiste français, il occupe ensuite des responsabilités dans la fédération Seine-Nord-Est. En 1957, il quitte Bagnolet pour s'installer avec sa famille à Bobigny dans un logement HLM, qu'il nomme son « logement-paradis » par rapport à son précédent logement insalubre du quartier de la Dhuys.
Il devient conseiller municipal, puis maire de Bobigny en 1965. Il mène une grande politique de construction d'habitations pour résorber les bidonvilles, qui accueillaient des dizaines de milliers de personnes, principalement des immigrés, et amorce la mutation de l'ancien bourg agricole en ville-préfecture. Il développe également les services publics et les équipements culturels, comme le conservatoire de Bobigny. S'il est bâtisseur, il pérennise aussi des espaces verts et refuse une ruée des promoteurs et réserve de nombreux terrains, dont ceux qui serviront plusieurs années plus tard à bâtir le Stade de France. 
Bien qu'appartenant au courant « orthodoxe » du Parti communiste, qui est toujours, jusqu'au congrès de 1976, officiellement un parti marxiste-léniniste, il entretient de bonnes relations avec les préfets et même avec le patronat, se voulant constructif pour faire avancer les projets. Il est élu au comité central du PCF le 25 janvier 1970 et travaille à l’élaboration du Programme commun. 
En janvier 1982, durant la présidence de François Mitterrand, il est nommé président des Charbonnages de France. Apprenant sa nomination, il déclara que « si l’on compt[ait] sur [lui] pour tempérer les syndicats, on se tromp[ait] ». De fait, il associa les syndicats aux prises de décisions à tous les niveaux. Militant convaincu de l’avenir de l’industrie charbonnière, il plaida pour sa relance et n’eut de cesse de réclamer des investissements.

### Président du conseil général de la Seine-Saint-Denis
Premier président élu du conseil général de la Seine-Saint-Denis de 1967 à 1982, il abandonne cette fonction quand le gouvernement d'union de la gauche le nomme président de Charbonnages de France. Il démissionne quelques mois plus tard lorsque le Premier ministre Pierre Mauroy annonce l'abandon de l'extraction du charbon en France.
Il est réélu à la tête du conseil général de la Seine-Saint-Denis de 1985 à 1993. Il contribue à la vie et à l'aménagement de cette partie nord et est de la banlieue parisienne en y encourageant notamment la construction de lycées (le département n'en comptait jusqu'alors qu'un seul), de conservatoires, de cinémas municipaux ainsi que de la maison de la culture de Bobigny (MC93 Bobigny), la création de parcs départementaux et milite pour la création de la ligne 1 du tramway d'Île-de-France, ouverte après de nombreuses difficultés en 1992 entre Bobigny et Saint-Denis.
Georges Valbon écrivait son autobiographie, Lettre à mes petits-enfants, au moment de sa mort.

## Hommage
Le samedi 9 janvier 2010, le parc départemental de la Courneuve est rebaptisé parc Georges-Valbon en hommage à son action.

## Synthèse des mandats
- Président du conseil général de la Seine-Saint-Denis (1967-1982 et 1985-1993)
- Conseiller général de la Seine (1959-1967)
- Maire de Bobigny (Seine-Saint-Denis) (1965-1996)

### Autres fonctions
- Membre du comité central du PCF de 1970 à 1996
- Président de Charbonnages de France (mars 1982 - septembre 1983)